# Emmanuel Bourdieu
Pour les articles homonymes, voir Bourdieu (homonymie).
Emmanuel Bourdieu, né le 6 avril 1965 à Paris, est un scénariste, dramaturge, réalisateur et philosophe français. Il est le fils cadet du sociologue Pierre Bourdieu.

## Biographie
Élève en khâgne au lycée Henri-IV, il rencontre Denis Podalydès qui appartient au club de théâtre du lycée Fénelon.
Ancien élève de l'École normale supérieure (Lettres 1986), agrégé de philosophie[Quand ?] et docteur (1996), Emmanuel Bourdieu a été assistant et chargé de cours de philosophie à l'université Bordeaux III, et assistant en linguistique à l'université Paris VII. 
Lors de ses études, il rencontre Jeanne Balibar et Arnaud Desplechin, avec qui, complété de Mathieu Amalric, Emmanuelle Devos, Denis et Bruno Podalydès, il crée le groupe de jeunes cinéastes intellectuels Rive gauche.
Emmanuel Bourdieu commence sa carrière de scénariste au théâtre avec la pièce Tout mon possible et Je crois, montées en 1998 par Denis Podalydès. Il écrit ensuite pour le cinéma, avec Arnaud Desplechin (Comment je me suis disputé… (ma vie sexuelle), Esther Kahn, Un conte de Noël), Nicole Garcia (Place Vendôme) et Catherine Corsini (La Nouvelle Ève).
Il passe à la réalisation  en 1998 avec un court-métrage intitulé Venise, puis Candidature pour lequel il obtient le Prix Jean-Vigo (2001) et le César du cinéma du meilleur court-métrage (2003).
Dans son premier long-métrage, simultanément sorti au cinéma sous le titre Vert paradis et diffusé sur Arte comme Les Cadets de Gascogne, il s'appuie sur le travail sociologique de son père, Le Bal des célibataires : Crise de la société paysanne en Béarn. 
En 2006, Les Amitiés maléfiques reçoit le grand prix de la Critique au Festival de Cannes.
Il participe à l’élaboration du scénario de la série télévisée Le Bureau des légendes, diffusée en 2015 sur Canal+.

## Filmographie

### Comme acteur
- 2004 : Le Pont des Arts d'Eugène Green, un spectateur du théâtre de No
- 2017 : La Douleur d'Emmanuel Finkiel, Robert Antelme.

### Comme directeur de la photographie
- 2001 : Les Trois Théâtres d'Emmanuel Bourdieu

### Comme réalisateur de court métrage
- 1998 : Venise
- 2001 : Les Trois Théâtres
- 2001 : Candidature

### Comme réalisateur de long métrage
- 2003 : Vert paradis
- 2006 : Les Amitiés maléfiques
- 2006 : Mascarade
- 2008 : Intrusions
- 2013 : Drumont, histoire d'un antisémite français, téléfilm historique
- 2016 : Louis-Ferdinand Céline
- 2019 : La Forêt d'argent, téléfilm

### Comme scénariste ou coscénariste
- 1996 : Comment je me suis disputé... (ma vie sexuelle) (1996) d'Arnaud Desplechin
- 1998 : Place Vendôme de Nicole Garcia
- 1998 : La Nouvelle Ève de Catherine Corsini
- 2000 : Esther Kahn d'Arnaud Desplechin
- 2000 : Bronx-Barbès d'Éliane de Latour
- 2001 : Les Trois Théâtres
- 2001 : Candidature
- 2003 : Léo, en jouant « Dans la compagnie des hommes » d'Arnaud Desplechin
- 2003 : Vert paradis scénario avec Denis Podalydès et Marcia Romano
- 2006 : Les Amitiés maléfiques
- 2008 : Un conte de Noël d'Arnaud Desplechin, scénario avec Arnaud Desplechin
- 2008 : Intrusions

## Théâtre

### Comme scénariste et metteur en scène de pièces de théâtre
- 1996: Parce qu'il est comme ça
- 1997: Les Grands Esprits se rencontrent
- 1998: Tout mon possible
- 2002 : Je crois ?, mise en scène Denis Podalydès
- 2007 : Le Mental de l’équipe d'Emmanuel Bourdieu et Frédéric Bélier-Garcia, mise en scène Denis Podalydès et Frédéric Bélier-Garcia, Théâtre du Rond-Point
- 2010 : Le Cas Jekyll de Christine Montalbetti, mise en scène Emmanuel Bourdieu et Éric Ruf, Théâtre national de Chaillot
- 2013 : L'Homme qui se hait d'Emmanuel Bourdieu, mise en scène Denis Podalydès et Emmanuel Bourdieu au théâtre national de Chaillot[4].

## Publications
- Mes parents : Coffret 3 volumes par Serge Lalou, Richard Bean, et Emmanuel Bourdieu (8 avril 2005)
- Je crois ? par Emmanuel Bourdieu (26 février 2002)
- Esther Kahn (scénario bilingue) par Arnaud Desplechin et Emmanuel Bourdieu (septembre 2000)
- Je suis le dernier - roman publié en 2022 par Rivages/Noir [5]

## Distinctions
- 2001 : Prix Jean-Vigo pour Candidature
- 2003 : Candidature nommé pour le César du meilleur court-métrage
- 2003 : Vert paradis : Prix de la presse internationale au Festival de Genève 2003
- 2006 : Les Amitiés maléfiques : Grand Prix de la Semaine internationale de la critique